# Europese weg 533
De Europese weg 533 of E533 is een weg die door Duitsland en Oostenrijk loopt.
De weg begint bij de B2R bij München in Duitsland en loopt over de grens met Oostenrijk bij Scharnitz naar Innsbruck. Langs de E533 liggen de steden München, Weilheim in Oberbayern, Garmisch-Partenkirchen, en Innsbruck.
De E533 loopt over de Duitse A95 en B2 en over de Oostenrijkse Seefelder Straße (B177).